# Chester R. Bender
‎
Chester R. Bender, ameriški admiral, * 14. marec 1914, Burnsville, Zahodna Virginija, † 20. julij 1996, Moraga, Kalifornija.